# Estadio Governador Ernani Sátyro
El Estadio Governador Ernani Sátyro, también conocido como O Amigão o simplemente Amigão, es un estadio multiusos ubicado en la ciudad de Campina Grande, estado de Paraíba, Brasil. Posee una capacidad para 35 000 personas y es utilizado por los clubes Treze y Campinense, incluido el famoso Clássico dos Maiorais, entre ambos clubes.
El Amigão es propiedad del Gobierno de Estado de Paraíba. El estadio lleva el nombre de Ernani Sátyro, que fue gobernador del estado de Paraíba de 1971 a 1975. Amigão significa Gran Amigo en lengua portuguesa y hace referencia a la forma en que Ernani Sátyro llamaba a sus votantes, amigos velhos, que significa viejos amigos.

## Historia
Construido entre 1974 y 1975, transcurrieron 14 meses desde la deforestación del sitio hasta que pudo albergar partidos. Se encuentra ubicado en Avenida Chesf, s/n.º Lleva el nombre del exgobernador de Paraíba Ernani Ayres Sátyro e Sousa. El partido inaugural se jugó el 8 de marzo de 1975, cuando Campinense y Botafogo empataron a cero.
El primer gol del estadio fue anotado el 16 de marzo de 1975, por Pedrinho Cangula, del Campinense, cuando el Campinense y el Treze empataron 1-1.
El récord de asistencia al estadio es actualmente de 41.149 espectadores, establecido el 7 de febrero de 1982, cuando el Flamengo venció al Treze por 3-1.
En 2007, Nacional de Patos disputó sus partidos como local durante la fase final del Campeonato Brasileño de Tercer Nivel en el estadio Amigão.

## Dimensiones
El edificio está ubicado en un terreno de 25 hectáreas que fue expropiado para la construcción del estadio. La elección del lugar para implementar la obra tuvo en cuenta la facilidad de acceso al lugar, que se encuentra muy cerca de las carreteras federales y del Aeropuerto de Campina Grande.
En cuanto a su espacio interior, se puede observar que el edificio consta de una planta elíptica marcada por la estructura aparente de los pórticos de hormigón armado y utilizada como recurso estético para la composición. Cuenta con una arena de 110 m x 75 m, con capacidad para alrededor de 30 mil espectadores, destacando que la estructura expuesta marca la composición espacial interna.

El edificio mantiene su uso original, pero el 31 de marzo de 2009 se presentó en la sesión plenaria del Ayuntamiento de Campina Grande un informe conteniendo las mejoras necesarias para el estadio. La reforma se inició en 2013 e incluyó modernos baños adaptados para personas con necesidades especiales, bares, cabinas de prensa y gradas, sustitución de todas las instalaciones eléctricas y una nueva subestación (red de distribución de energía). El estadio cuenta ahora con estacionamiento con capacidad para 845 automóviles, de los cuales 30 están reservados para personas con necesidades especiales y otros 137 espacios para motocicletas, totalizando 982 espacios en un área de más de 21 mil m². 

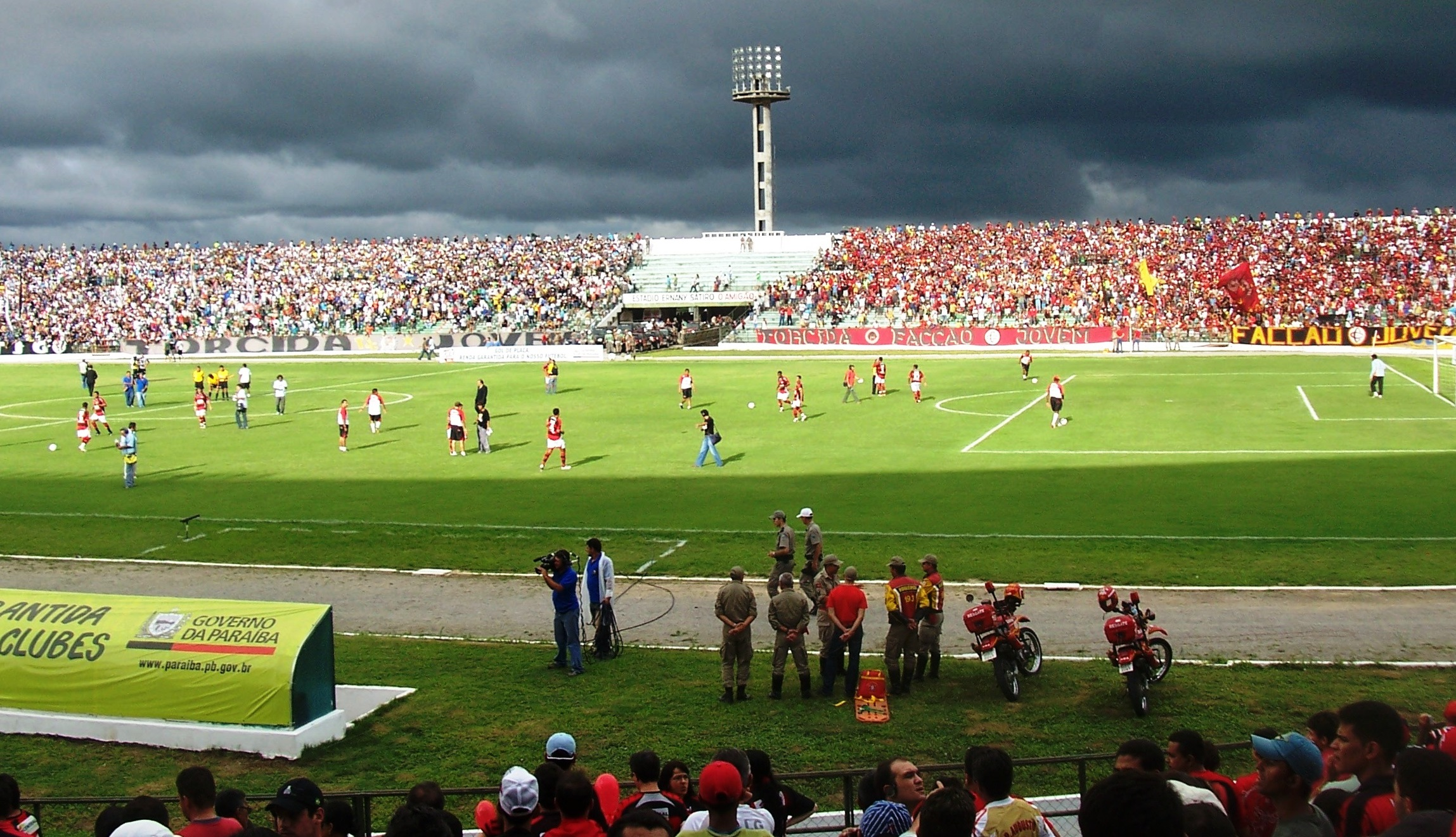
Classico dos maiorais
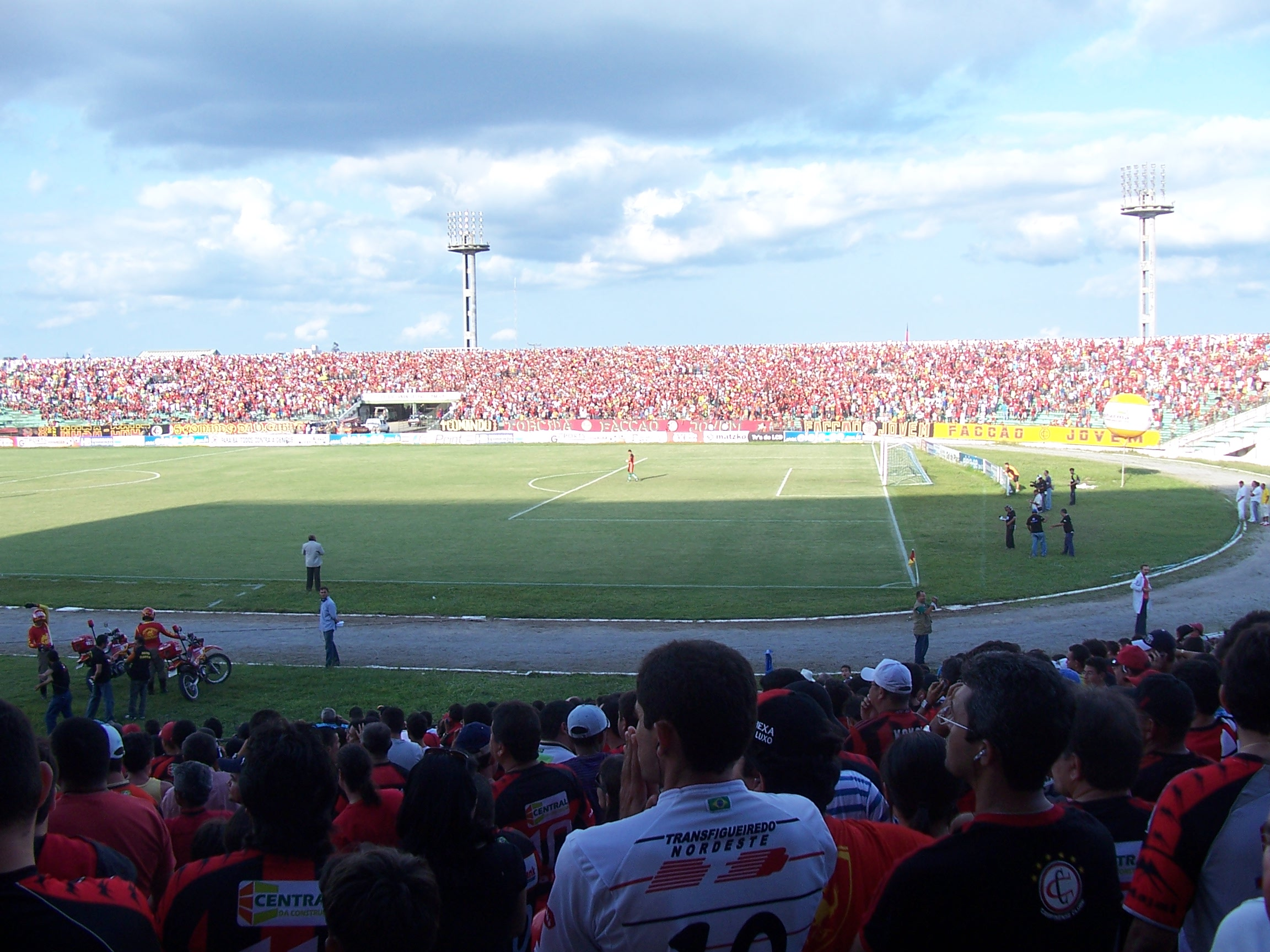